# Női labdarúgótorna a 2012. évi nyári olimpiai játékokon
A 2012. évi nyári olimpiai játékokon a női labdarúgótornát július 25. és augusztus 9. között rendezték. A tornán 12 nemzet csapata vett részt. A tornát az amerikai csapat nyerte, története során negyedszer.

## Selejtezők
| Torna                                         | Kvalifikáció ideje   | Helyszín    | Kvóta | Nemzet                                        |
| --------------------------------------------- | -------------------- | ----------- | ----- | --------------------------------------------- |
| Rendező                                       |                      | —           | 1     | Nagy-Britannia (GBR)                          |
| Ázsiai selejtezőtorna                         | 2011. szeptember 11. | Kína        | 2     | Japán (JPN) · Észak-Korea (PRK)               |
| Afrikai selejtezőtorna                        | 2011. október 22.    | —           | 2     | Dél-afrikai Köztársaság (RSA) · Kamerun (CMR) |
| CONCACAF-selejtezőtorna                       | 2012. január 29.     | Kanada      | 2     | Egyesült Államok (USA) · Kanada (CAN)         |
| Dél-amerikai selejtezőtorna                   | 2010. november 21.   | Ecuador     | 2     | Brazília (BRA) · Kolumbia (COL)               |
| Óceániai selejtezőtorna                       | 2012. április 4.     | —           | 1     | Új-Zéland (NZL)                               |
| Európa – 2011-es női labdarúgó-világbajnokság | 2011. július 17.     | Németország | 2     | Svédország (SWE) · Franciaország (FRA)        |
| Összesen                                      |                      |             | 12    |                                               |

## Játékvezetők
| Afrika - Thérèse Neguel Európa - Jenny Palmqvist - Bibiana Steinhaus - Efthalía Míci - Christina Pedersen - Kirsi Heikkinen Észak-Amerika - Kari Seitz - Carol Anne Chenard Közép-Amerika - Quetzalli Alvarado Dél-Amerika - Salomé di Iorio Ázsia - Jamagisi Szacsiko - Hong Una | Asszisztensek - Veronica Perez - Marlene Duffy - Marie Charbonneau - Stacy Greyson - Mayte Chavez - Shirley Perello - Mariana Corbo - Maria Rocco - Helen Karo - Anna Nystrom - Marina Wozniak - Katrin Rafalski - Anu Jokela - Tonja Paavola - Hege Steinlund - Lada Rojc - Maria Luisa Villa Gutierrez - Yolanda Parga Rodriguez - Sarah Ho - Allyson Flynn - Kim Gjongmin - Tempa Ndah - Lidwine Rakotozafinoro - Shamsuri Widiya Habibah - Takahasi Szaori |

## Sorsolás
A csoportok sorsolását 2012. április 24-én tartották. Nagy-Britannia, Japán és az Egyesült Államok kiemelt csapatok voltak.
| 1. kalap                                                           | 2. kalap                                                | 3. kalap                                               | 4. kalap                                                    |
| ------------------------------------------------------------------ | ------------------------------------------------------- | ------------------------------------------------------ | ----------------------------------------------------------- |
| Nagy-Britannia (GBR) (E1) · Svédország (SWE) · Franciaország (FRA) | Kamerun (CMR) · Dél-afrikai Unió (RSA) · Kolumbia (COL) | Japán (JPN) (F1) · Észak-Korea (PRK) · Új-Zéland (NZL) | Egyesült Államok (USA) (G1) · Kanada (CAN) · Brazília (BRA) |

## Eredmények
A tizenkét résztvevőt három csoportba sorsolták. A csoportokat a férfi labdarúgótorna A–D jelölései után E–G betűkkel jelölték. A csoportok végső sorrendje körmérkőzések után alakult ki. Mindegyik csapat a másik három ellenfelével egy–egy mérkőzést játszott, összesen 6 mérkőzést rendeztek csoportonként. A győzelem három, a döntetlen egy pontot ért. A csoportok első két helyezettje, valamint a két legjobb harmadik helyezettje jutott tovább a negyeddöntőbe, ahonnan egyenes kieséses rendszerben folytatódtak a küzdelmek.
A mérkőzések kezdési időpontjai helyi idő szerint, zárójelben magyar idő szerint olvashatóak.

### Csoportkör
| Színmagyarázat                                                                  |
| ------------------------------------------------------------------------------- |
| A csoportok első két helyezettje bejutott a negyeddöntőbe.                      |
| A csoportok legjobb két harmadik helyezettje bejutott a negyeddöntőbe.          |
| A csoportok legrosszabb harmadik helyezettje és a negyedik helyezettek kiestek. |

#### E csoport
| Csapat               | M | Gy | D | V | Rg | Kg | Gk  | P |
| -------------------- | - | -- | - | - | -- | -- | --- | - |
| Nagy-Britannia (GBR) | 3 | 3  | 0 | 0 | 5  | 0  | +5  | 9 |
| Brazília (BRA)       | 3 | 2  | 0 | 1 | 6  | 1  | +5  | 6 |
| Új-Zéland (NZL)      | 3 | 1  | 0 | 2 | 3  | 3  | 0   | 3 |
| Kamerun (CMR)        | 3 | 0  | 0 | 3 | 1  | 11 | −10 | 0 |

| 2012. július 25. 16:00 (17:00) |

| Nagy-Britannia (GBR) | 1–0               | Új-Zéland (NZL) |
| -------------------- | ----------------- | --------------- |
| Houghton 64'         | (0–0) Jegyzőkönyv |                 |

| Millennium Stadion, Cardiff Nézőszám: 24 549 Játékvezető: Kari Seitz (amerikai) |

| 2012. július 25. 18:45 (19:45) |

| Kamerun (CMR) | 0–5               | Brazília (BRA)                                                 |
| ------------- | ----------------- | -------------------------------------------------------------- |
|               | (0–2) Jegyzőkönyv | Francielle 7' Costa 10' Marta 73' (11-esből) 88' Cristiane 80' |

| Millennium Stadion, Cardiff Nézőszám: 30 847 Játékvezető: Jenny Palmqvist (svéd) |

| 2012. július 28. 14:30 (15:30) |

| Új-Zéland (NZL) | 0–1               | Brazília (BRA) |
| --------------- | ----------------- | -------------- |
|                 | (0–0) Jegyzőkönyv | Cristiane 86'  |

| Millennium Stadion, Cardiff Nézőszám: 30 103 Játékvezető: Bibiana Steinhaus (német) |

| 2012. július 28. 17:15 (18:15) |

| Nagy-Britannia (GBR)                 | 3–0               | Kamerun (CMR) |
| ------------------------------------ | ----------------- | ------------- |
| Stoney 18' J. Scott 23' Houghton 82' | (2–0) Jegyzőkönyv |               |

| Millennium Stadion, Cardiff Nézőszám: 31 141 Játékvezető: Hong Una (dél-koreai) |

| 2012. július 31. 19:45 (20:45) |

| Új-Zéland (NZL)                             | 3–1               | Kamerun (CMR) |
| ------------------------------------------- | ----------------- | ------------- |
| Smith 43' Sonkeng 49' (öngól) Gregorius 62' | (1–0) Jegyzőkönyv | Onguene 75'   |

| Ricoh Arena, Coventry Nézőszám: 11 425 Játékvezető: Christina Pedersen (norvég) |

| 2012. július 31. 19:45 (20:45) |

| Nagy-Britannia (GBR) | 1–0               | Brazília (BRA) |
| -------------------- | ----------------- | -------------- |
| Houghton 2'          | (1–0) Jegyzőkönyv |                |

| Wembley Stadion, London Nézőszám: 70 584 Játékvezető: Carol Anne Chenard (kanadai) |

#### F csoport
| Csapat                        | M | Gy | D | V | Rg | Kg | Gk | P |
| ----------------------------- | - | -- | - | - | -- | -- | -- | - |
| Svédország (SWE)              | 3 | 1  | 2 | 0 | 6  | 3  | +3 | 5 |
| Japán (JPN)                   | 3 | 1  | 2 | 0 | 2  | 1  | +1 | 5 |
| Kanada (CAN)                  | 3 | 1  | 1 | 1 | 6  | 4  | +2 | 4 |
| Dél-afrikai Köztársaság (RSA) | 3 | 0  | 1 | 2 | 1  | 7  | −6 | 1 |

| 2012. július 25. 17:00 (18:00) |

| Japán (JPN)              | 2–1               | Kanada (CAN) |
| ------------------------ | ----------------- | ------------ |
| Kavaszumi 32' Mijama 43' | (2–0) Jegyzőkönyv | Tancredi 54' |

| Ricoh Arena, Coventry Nézőszám: 14 119 Játékvezető: Kirsi Heikkinen (finn) |

| 2012. július 25. 19:45 (20:45) |

| Svédország (SWE)                         | 4–1               | Dél-afrikai Köztársaság (RSA) |
| ---------------------------------------- | ----------------- | ----------------------------- |
| Fischer 7' Dahlkvist 20' Schelin 21' 63' | (3–0) Jegyzőkönyv | Modise 60'                    |

| Ricoh Arena, Coventry Nézőszám: 18 290 Játékvezető: Salomé di Iorio (argentin) |

| 2012. július 28. 12:00 (13:00) |

| Japán (JPN) | 0–0         | Svédország (SWE) |
| ----------- | ----------- | ---------------- |
|             | Jegyzőkönyv |                  |

| Ricoh Arena, Coventry Nézőszám: 14 160 Játékvezető: Quetzalli Alvarado (mexikói) |

| 2012. július 28. 14:45 (15:45) |

| Kanada (CAN)                 | 3–0               | Dél-afrikai Köztársaság (RSA) |
| ---------------------------- | ----------------- | ----------------------------- |
| Tancredi 7' Sinclair 58' 86' | (1–0) Jegyzőkönyv |                               |

| Ricoh Arena, Coventry Nézőszám: 14 753 Játékvezető: Christina Pedersen (norvég) |

| 2012. július 31. 14:30 (15:30) |

| Japán (JPN) | 0–0         | Dél-afrikai Köztársaság (RSA) |
| ----------- | ----------- | ----------------------------- |
|             | Jegyzőkönyv |                               |

| Millennium Stadion, Cardiff Nézőszám: 24 202 Játékvezető: Efthalía Míci (görög) |

| 2012. július 31. 14:30 (15:30) |

| Kanada (CAN)     | 2–2               | Svédország (SWE)              |
| ---------------- | ----------------- | ----------------------------- |
| Tancredi 43' 84' | (1–2) Jegyzőkönyv | Hammarström 14' Jakobsson 16' |

| St. James’ Park, Newcastle Nézőszám: 12 719 Játékvezető: Hong Una (dél-koreai) |

#### G csoport
| Csapat                 | M | Gy | D | V | Rg | Kg | Gk | P |
| ---------------------- | - | -- | - | - | -- | -- | -- | - |
| Egyesült Államok (USA) | 3 | 3  | 0 | 0 | 8  | 2  | +6 | 9 |
| Franciaország (FRA)    | 3 | 2  | 0 | 1 | 8  | 4  | +4 | 6 |
| Észak-Korea (PRK)      | 3 | 1  | 0 | 2 | 2  | 6  | −4 | 3 |
| Kolumbia (COL)         | 3 | 0  | 0 | 3 | 0  | 6  | −6 | 0 |

| 2012. július 25. 17:00 (18:00) |

| Egyesült Államok (USA)               | 4–2               | Franciaország (FRA)  |
| ------------------------------------ | ----------------- | -------------------- |
| Wambach 18' Morgan 31' 65' Lloyd 55' | (2–2) Jegyzőkönyv | Thiney 11' Delie 13' |

| Hampden Park, Glasgow Nézőszám: 18 090 Játékvezető: Jamagisi Szacsiko (japán) |

| 2012. július 25. 19:45 (20:45) * |

| Kolumbia (COL) | 0–2               | Észak-Korea (PRK)   |
| -------------- | ----------------- | ------------------- |
|                | (0–1) Jegyzőkönyv | Kim Szonghü 39' 85' |

| Hampden Park, Glasgow Nézőszám: 14 119 Játékvezető: Carol Anne Chenard (kanadai) |

| 2012. július 28. 17:00 (18:00) |

| Egyesült Államok (USA)            | 3–0               | Kolumbia (COL) |
| --------------------------------- | ----------------- | -------------- |
| Rapinoe 33' Wambach 74' Lloyd 77' | (1–0) Jegyzőkönyv |                |

| Hampden Park, Glasgow Nézőszám: 11 313 Játékvezető: Efthalía Míci (görög) |

| 2012. július 28. 19:45 (20:45) |

| Franciaország (FRA)                                    | 5–0               | Észak-Korea (PRK) |
| ------------------------------------------------------ | ----------------- | ----------------- |
| Georges 45' Thomis 70' Delie 71' Renard 81' Catala 87' | (1–0) Jegyzőkönyv |                   |

| Hampden Park, Glasgow Nézőszám: 11 743 Játékvezető: Thérèse Neguel (kameruni) |

| 2012. július 31. 17:15 (18:15) |

| Egyesült Államok (USA) | 1–0               | Észak-Korea (PRK)      |
| ---------------------- | ----------------- | ---------------------- |
| Wambach 25'            | (1–0) Jegyzőkönyv | Choe Mi-Gyong 76′, 81′ |

| Old Trafford, Manchester Nézőszám: 29 522 Játékvezető: Jenny Palmqvist (svéd) |

| 2012. július 31. 17:15 (18:15) |

| Franciaország (FRA) | 1–0               | Kolumbia (COL) |
| ------------------- | ----------------- | -------------- |
| Thomis 5'           | (1–0) Jegyzőkönyv |                |

| St. James’ Park, Newcastle Nézőszám: 13 184 Játékvezető: Quetzalli Alvarado (mexikói) |

* - A mérkőzés 1 órával később kezdődött, mivel – miután a szervezők tévesen a dél-koreai zászlót jelenítették meg a kijelzőn – az ázsiai csapat bevonult az öltözőbe.

### Egyenes kieséses szakasz
|  |                             |                        |                             |                             |   |                        |                             |                             |                             |                             |               |       |       |
|  | Negyeddöntők                | Negyeddöntők           | Negyeddöntők                |                             |   | Elődöntők              | Elődöntők                   | Elődöntők                   |                             |                             | Döntő         | Döntő | Döntő |
|  | Negyeddöntők                | Negyeddöntők           | Negyeddöntők                |                             |   | Elődöntők              | Elődöntők                   | Elődöntők                   |                             |                             | Döntő         | Döntő | Döntő |
|  | augusztus 3., 19:30 (20:30) |                        |                             |                             |   |                        |                             |                             |                             |                             |               |       |       |
|  |                             |                        |                             |                             |   |                        |                             |                             |                             |                             |               |       |       |
|  | E1                          | Nagy-Britannia (GBR)   | 0                           |                             |   |                        |                             |                             |                             |                             |               |       |       |
|  | E1                          | Nagy-Britannia (GBR)   | 0                           | augusztus 6., 19:45 (20:45) |   |                        |                             |                             |                             |                             |               |       |       |
|  | F3                          | Kanada (CAN)           | 2                           |                             |   |                        |                             |                             |                             |                             |               |       |       |
|  | F3                          | Kanada (CAN)           | 2                           |                             |   | Kanada (CAN)           | Kanada (CAN)                | 3                           |                             |                             |               |       |       |
|  | augusztus 3., 14:30 (15:30) |                        |                             |                             |   | Kanada (CAN)           | Kanada (CAN)                | 3                           |                             |                             |               |       |       |
|  |                             |                        | Egyesült Államok (USA)      | Egyesült Államok (USA)      | 4 |                        |                             |                             |                             |                             |               |       |       |
|  | G1                          | Egyesült Államok (USA) | Egyesült Államok (USA)      | Egyesült Államok (USA)      | 4 | 2                      |                             |                             |                             |                             |               |       |       |
|  | G1                          | Egyesült Államok (USA) |                             |                             |   | 2                      | augusztus 9., 19:45 (20:45) |                             |                             |                             |               |       |       |
|  | E3                          | Új-Zéland (NZL)        | 0                           |                             |   |                        |                             |                             |                             |                             |               |       |       |
|  | E3                          | Új-Zéland (NZL)        | 0                           |                             |   | Egyesült Államok (USA) | Egyesült Államok (USA)      | 2                           |                             |                             |               |       |       |
|  | augusztus 3., 12:00 (13:00) |                        |                             |                             |   | Egyesült Államok (USA) | Egyesült Államok (USA)      | 2                           |                             |                             |               |       |       |
|  |                             |                        | Japán (JPN)                 | Japán (JPN)                 | 1 |                        |                             |                             |                             |                             |               |       |       |
|  | F1                          | Svédország (SWE)       | Japán (JPN)                 | Japán (JPN)                 | 1 | 1                      |                             |                             |                             |                             |               |       |       |
|  | F1                          | Svédország (SWE)       | augusztus 6., 17:00 (18:00) |                             |   | 1                      |                             |                             |                             |                             |               |       |       |
|  | G2                          | Franciaország (FRA)    | 2                           |                             |   |                        |                             |                             |                             |                             |               |       |       |
|  | G2                          | Franciaország (FRA)    | 2                           |                             |   | Franciaország (FRA)    | Franciaország (FRA)         | 1                           | Bronzmérkőzés               | Bronzmérkőzés               | Bronzmérkőzés |       |       |
|  | augusztus 3., 17:00 (18:00) |                        |                             |                             |   | Franciaország (FRA)    | Franciaország (FRA)         | 1                           | Bronzmérkőzés               | Bronzmérkőzés               | Bronzmérkőzés |       |       |
|  |                             |                        | Japán (JPN)                 | Japán (JPN)                 | 2 |                        |                             | augusztus 9., 13:00 (14:00) | augusztus 9., 13:00 (14:00) | augusztus 9., 13:00 (14:00) |               |       |       |
|  | E2                          | Brazília (BRA)         | Japán (JPN)                 | Japán (JPN)                 | 2 | 0                      |                             | augusztus 9., 13:00 (14:00) | augusztus 9., 13:00 (14:00) | augusztus 9., 13:00 (14:00) |               |       |       |
|  | E2                          | Brazília (BRA)         |                             |                             |   |                        |                             | Kanada (CAN)                | Kanada (CAN)                | 1                           |               |       |       |
|  | F2                          | Japán (JPN)            | 2                           |                             |   |                        |                             | Kanada (CAN)                | Kanada (CAN)                | 1                           |               |       |       |
|  | F2                          | Japán (JPN)            | 2                           |                             |   | Franciaország (FRA)    | Franciaország (FRA)         | 0                           |                             |                             |               |       |       |
|  |                             |                        |                             |                             |   | Franciaország (FRA)    | Franciaország (FRA)         | 0                           |                             |                             |               |       |       |

#### Negyeddöntők
| 2012. augusztus 3. 12:00 (13:00) |

| Svédország (SWE) | 1–2               | Franciaország (FRA)    |
| ---------------- | ----------------- | ---------------------- |
| Fischer 18'      | (1–2) Jegyzőkönyv | Georges 29' Renard 39' |

| Hampden Park, Glasgow Nézőszám: 12 689 Játékvezető: Kari Seitz (amerikai) |

| 2012. augusztus 3. 14:30 (15:30) |

| Egyesült Államok (USA) | 2–0               | Új-Zéland (NZL) |
| ---------------------- | ----------------- | --------------- |
| Wambach 27' Leroux 87' | (1–0) Jegyzőkönyv |                 |

| St James’ Park, Newcastle Nézőszám: 10 441 Játékvezető: Salomé di Iorio (argentin) |

| 2012. augusztus 3. 17:00 (18:00) |

| Brazília (BRA) | 0–2               | Japán (JPN)       |
| -------------- | ----------------- | ----------------- |
|                | (0–1) Jegyzőkönyv | Ógimi 27' Óno 73' |

| Millennium Stadion, Cardiff Nézőszám: 28 528 Játékvezető: Kirsi Heikkinen (finn) |

| 2012. augusztus 3. 19:30 (20:30) |

| Nagy-Britannia (GBR) | 0–2               | Kanada (CAN)             |
| -------------------- | ----------------- | ------------------------ |
|                      | (0–2) Jegyzőkönyv | Filigno 12' Sinclair 26' |

| Ricoh Arena, Coventry Nézőszám: 28 828 Játékvezető: Jamagisi Szacsiko (japán) |

#### Elődöntők
| 2012. augusztus 6. 17:00 (18:00) |

| Franciaország (FRA) | 1–2               | Japán (JPN)              |
| ------------------- | ----------------- | ------------------------ |
| Le Sommer 76'       | (0–1) Jegyzőkönyv | Ógimi 32' Szakagucsi 49' |

| Wembley Stadion, London Nézőszám: 61 482 Játékvezető: Quetzalli Alvarado (mexikói) |

| 2012. augusztus 6. 19:45 (20:45) |

| Kanada (CAN)         | 3–4 (h. u.)                 | Egyesült Államok (USA)                               |
| -------------------- | --------------------------- | ---------------------------------------------------- |
| Sinclair 22' 67' 73' | (1–0, 3–3, 3–3) Jegyzőkönyv | Rapinoe 54' 70' Wambach 80' (11-esből) Morgan 120+3' |

| Old Trafford, Manchester Nézőszám: 26 630 Játékvezető: Christina Pedersen (norvég) |

#### Bronzmérkőzés
| 2012. augusztus 9. 13:00 (14:00) |

| Kanada (CAN)   | 1–0               | Franciaország (FRA) |
| -------------- | ----------------- | ------------------- |
| Matheson 90+2' | (0–0) Jegyzőkönyv |                     |

| Ricoh Arena, Coventry Nézőszám: 12 465 Játékvezető: Jenny Palmqvist (svéd) |

#### Döntő
| 2012. augusztus 9. 19:45 (20:45) |

| Egyesült Államok (USA) | 2–1               | Japán (JPN) |
| ---------------------- | ----------------- | ----------- |
| Lloyd 8' 54'           | (1–0) Jegyzőkönyv | Ógimi 63'   |

| Wembley Stadion, London Nézőszám: 80 203 Játékvezető: Bibiana Steinhaus (német) |

| A 2012. évi nyári olimpiai játékok női labdarúgótornájának olimpiai bajnoka |
| · EGYESÜLT ÁLLAMOK · 4. cím                                                 |
| --------------------------------------------------------------------------- |

### Végeredmény
Az 5–12. helyezettek sorrendjének megállapítása az alábbi pontok alapján készült:
1. több szerzett pont (a 11-esekkel eldöntött találkozók a hosszabbítást követő eredménnyel, döntetlenként vannak feltüntetve)
2. jobb gólkülönbség
3. több szerzett gól

| Helyezés | Nemzet                        | M | Gy | D | V | G+ | G– | Gk  | P  |
| -------- | ----------------------------- | - | -- | - | - | -- | -- | --- | -- |
| Arany    | Egyesült Államok (USA)        | 6 | 6  | 0 | 0 | 16 | 6  | +10 | 18 |
| Ezüst    | Japán (JPN)                   | 6 | 3  | 2 | 1 | 7  | 4  | +3  | 11 |
| Bronz    | Kanada (CAN)                  | 6 | 3  | 1 | 2 | 12 | 8  | +4  | 10 |
| 4.       | Franciaország (FRA)           | 6 | 3  | 0 | 3 | 11 | 8  | +3  | 9  |
|          |                               |   |    |   |   |    |    |     |    |
| 5.       | Nagy-Britannia (GBR)          | 4 | 3  | 0 | 1 | 5  | 2  | +3  | 9  |
| 6.       | Brazília (BRA)                | 4 | 2  | 0 | 2 | 6  | 3  | +3  | 6  |
| 7.       | Svédország (SWE)              | 4 | 1  | 2 | 1 | 7  | 5  | +2  | 5  |
| 8.       | Új-Zéland (NZL)               | 4 | 1  | 0 | 3 | 3  | 5  | −2  | 3  |
|          |                               |   |    |   |   |    |    |     |    |
| 9.       | Észak-Korea (PRK)             | 3 | 1  | 0 | 2 | 2  | 6  | −4  | 3  |
| 10.      | Dél-afrikai Köztársaság (RSA) | 3 | 0  | 1 | 2 | 1  | 7  | −6  | 1  |
| 11.      | Kolumbia (COL)                | 3 | 0  | 0 | 3 | 0  | 6  | −6  | 0  |
| 12.      | Kamerun (CMR)                 | 3 | 0  | 0 | 3 | 1  | 11 | −10 | 0  |